# Marta Hurst
Marta Santos Hurst (* 7. Juli 1992 in Porto) ist eine portugiesische Volleyball- und Beachvolleyballspielerin. Die Außenangreiferin spielte in der Saison 2021/22 beim Bundesligisten USC Münster.

## Karriere Halle
Hurst begann mit dem Volleyball in ihrer Heimatstadt bei GDC Gueifães, mit dem sie 2012 portugiesische Vizemeisterin wurde und ein Jahr später im nationalen Pokalfinale stand. Mit dem Lokalrivalen Rosário Voleibol gewann sie 2014 das nationale Double aus Meisterschaft und Pokal. Danach war sie zwei Jahre bei Porto Vólei aktiv und gewann erneut Meisterschaft und Pokal. 2016 wechselte Hurst in die spanische Superliga und spielte zunächst beim CVB Barça, ein Jahr später bei Haro Rioja Vóley und 2018 beim Club Voleibol Haris auf Teneriffa. 2019 spielte sie in der Rückrunde in der italienischen „Serie A2“ bei Hermaea Olbia auf Sardinien, kehrte im Sommer aber zurück zu Haro Rioja Vóley. 2021 spielte Hurst beim deutschen Bundesligisten USC Münster. Anschließend wechselte sie wieder in die spanische Superliga zu CV Sayre Mayser (Gran Canaria).
Hurst spielte bis 2011 auch in der portugiesischen Juniorinnen-Nationalmannschaft und ab 2012 in der A-Nationalmannschaft.

## Karriere Beach
Hurst spielte im heimischen Porto 2010 mit Maria Caseira auf der U19-Weltmeisterschaft und 2011 mit Rosa Couto auf der U23-Europameisterschaft, blieb dabei aber jeweils sieglos. 2014 gewann Hurst mit Couto die portugiesische Meisterschaft. Von 2015 bis 2017 spielte sie noch einige nationale Turniere mit Gabriela Coelho.